# 有村俊秀
有村 俊秀（ありむら としひで、1968年 - ）は、日本の経済学者。経済学Ph.D.（ミネソタ大学）。早稲田大学政治経済学術院教授。
専門は環境経済学、環境政策学、エネルギー経済学。

## 人物・経歴
環境規制・政策を経済学的な視点で定量的に評価、分析している。日本のカーボンプライシングの制度設計の検討に関わっている。環境経済・政策学会より奨励賞、学術賞及び論壇賞受賞。環境科学会より学術賞及び論文賞受賞。論文・著書など多数。

### 略歴
- 1987年 - 茨城県立土浦第一高等学校卒業
- 1992年 - 東京大学教養学部教養学科卒業(科学史科学哲学）
- 1994年 - 筑波大学大学院環境科学研究科修士課程修了
- 2000年 - ミネソタ大学経済学研究科博士課程修了（Ph.D.）
- 2000年 - 上智大学経済学部 専任講師
- 2004年 - 上智大学経済学部 助教授
- 2006年-2008年 - ジョージメーソン大学及び未来資源研究所、安倍フェロー
- 2011年 - 上智大学経済学部 教授
- 2012年 - 早稲田大学政治経済学術院 教授（現在に至る）
- 2022年-2024年 - 環境経済・政策学会会長
- 2023年 - 市村地球環境学術賞（功績賞）受賞
- 2023年-2024年 - パリ・スクール・オブ・エコノミクス客員研究員

## 著書
- 有村俊秀・日引聡（2023）『入門　環境経済学　新版：脱炭素時代の課題と最適解』中央公論新社
- 有村俊秀・杉野誠・鷲津明由編（2022）『カーボンプライシングのフロンティア』日本評論社
- 有村俊秀・片山東・松本茂編（2017）『環境経済学のフロンティア』日本評論社
- 有村俊秀編（2017）『温暖化対策の新しい排出削減メカニズム』日本評論社
- 有村俊秀・武田史郎編（2012）『排出量取引と省エネルギーの経済分析』日本評論社
- 有村俊秀・川瀬剛志・蓬田守弘編（2012）『地球温暖化対策と国際貿易』東京大学出版会
- 有村俊秀・岩田和之（2012）『環境規制の政策評価：環境経済学の定量的アプローチ』ぎょうせい